# Берестовський
Бересто́вський (*невідомо — †невідомо) — український будівничий.
Проживав у хуторі Сироватка, Сумського повіту. За переказами місцевих старожилів пересипав церкву села Бездрик в 60-ті роки XIX століття.